# Karbach Automobile & Vehicle Company
Karbach Automobile & Vehicle Company war ein US-amerikanischer Hersteller von Kraftfahrzeugen.

## Unternehmensgeschichte
A. T. Cajacob, Arthur P. Karbach, Richard L. Karbach und H. Wheelock gründeten 1905 das Unternehmen in Omaha in Nebraska. Es ging aus der Kutschenfabrik P. J. Karbach & Sons hervor, die bereits 1901 zu Testzwecken ein Nutzfahrzeug hergestellt hatte. 1905 begann die Produktion von Kraftfahrzeugen, wobei Personenkraftwagen die Ausnahme blieben. Der Markenname lautete Karbach. 1908 endete die Produktion.

## Fahrzeuge
Das erste Modell war ein Lastkraftwagen, der mit 1,5 Tonnen angegeben war.
Daraus wurde dann ein Omnibus für 20 Personen für Sightseeing entwickelt.
Der Pkw war ein Runabout.